# Jake Harders

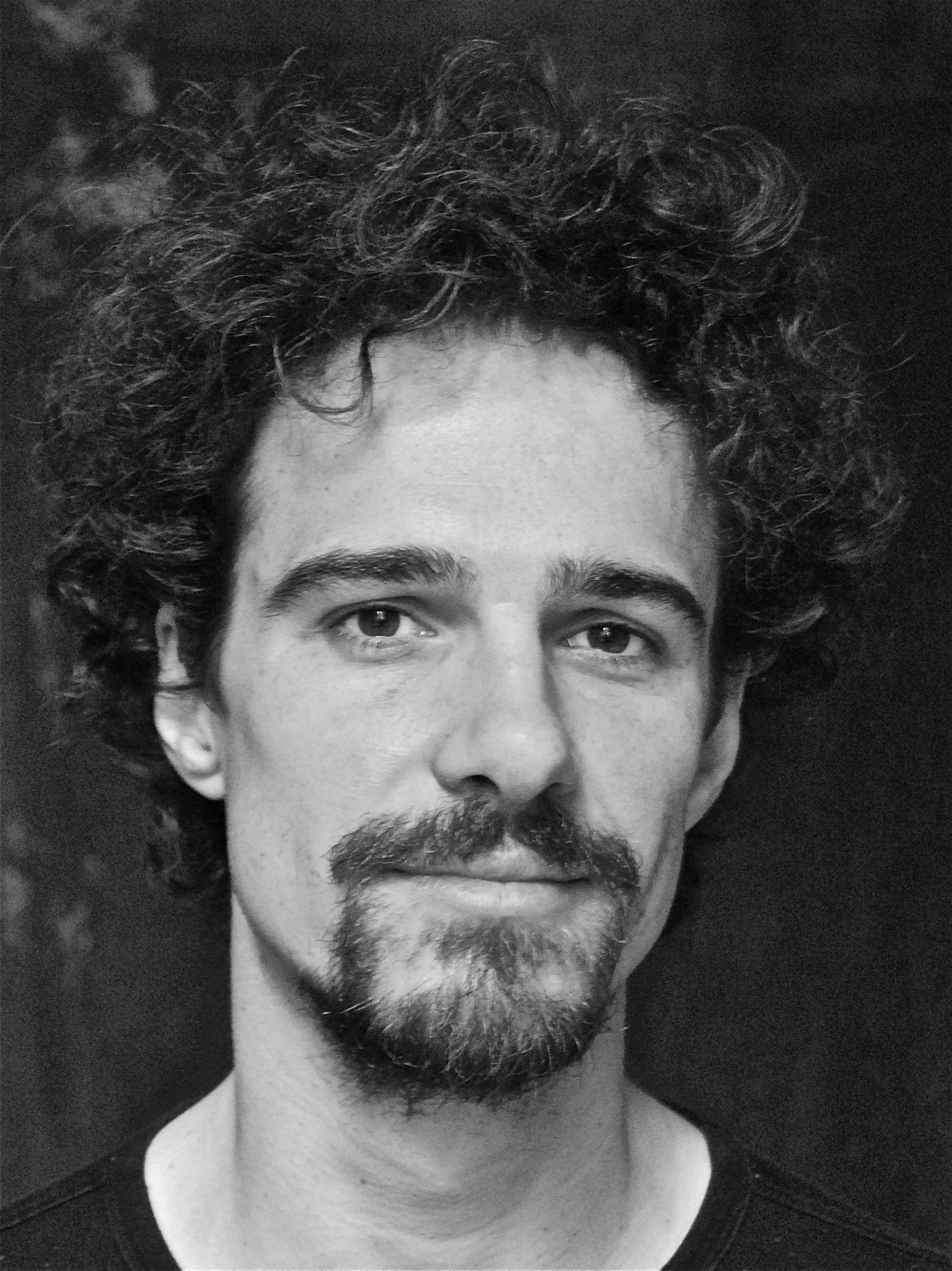
Jake Harders w 2010 r.

Jake Harders (ur. w Heswall) – angielski aktor teatralny, telewizyjny, filmowy i radiowy, związany z agencją Waring & McKenna.

## Kariera

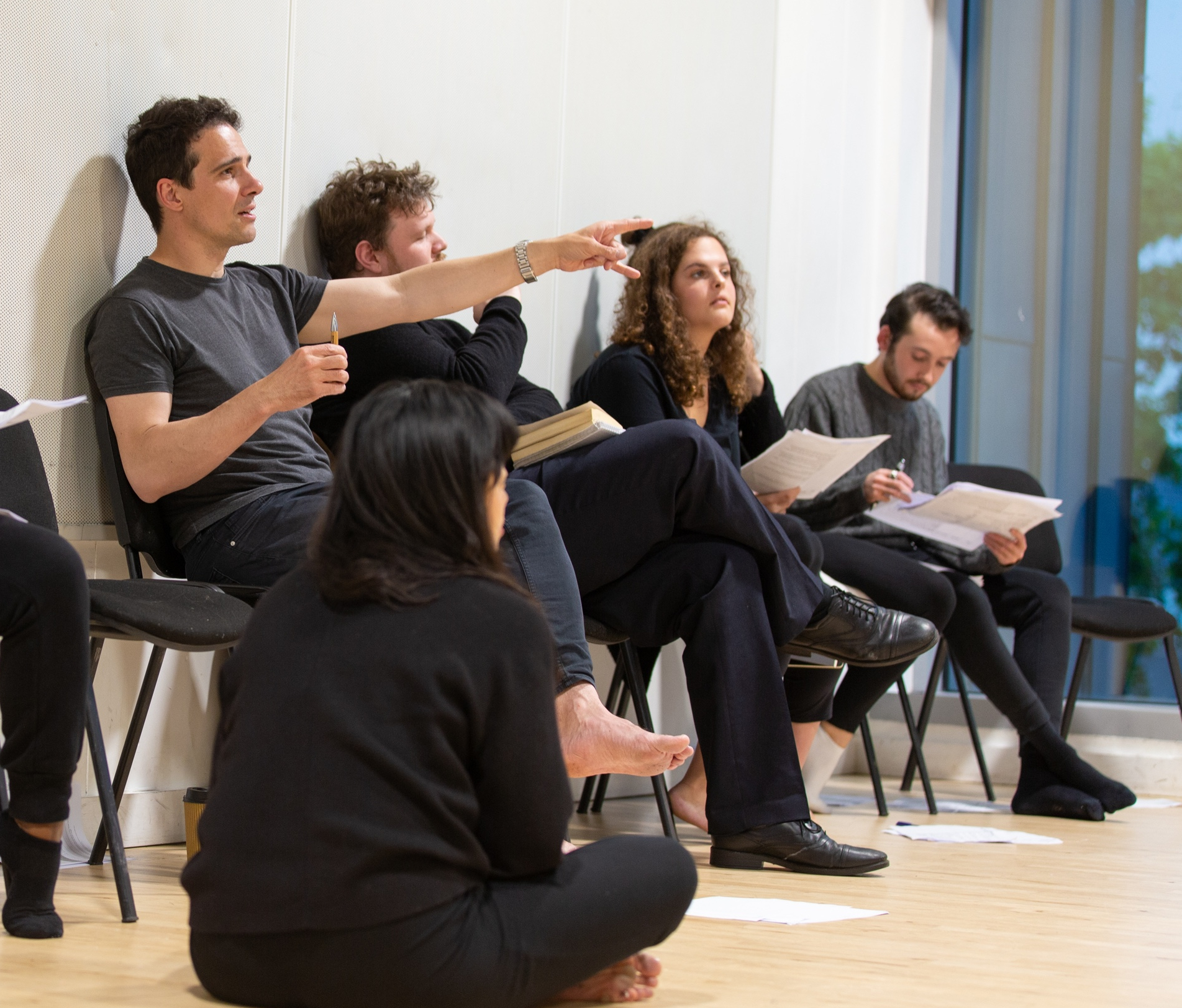
Jake Harders reżyseruje w Royal Central School of Speech and Drama (2020)

Jake Harders kształcił się w Central School of Speech and Drama w Londynie, gdzie potem także uczył.
W Wielkiej Brytanii pracował na West Endzie, w Shakespeare’s Globe oraz przy Chichester Festival Theatre. Razem z zespołem Cheek by Jowl występował w Stanach Zjednoczonych, Islandii, Europie Zachodniej i Rosji, a także z grupą Headlong w Australii. W Polsce podjął współpracę z teatrem Pieśń Kozła.
W 2005 roku otrzymał wyróżnienie w brytyjskim konkursie Ian Charleson Awards za rolę w sztuce Kandyda George’a Bernarda Shaw, a w roku 2008 nominowany był do międzynarodowej nagrody Arts Initiative Award za pracę z Cheek by Jowl.
Główne źródło inspiracji stanowi dla Hardersa praca Jerzego Grotowskiego. Odbył on staże prowadzone przez aktorów Teatru Laboratorium Grotowskiego, współpracowników Petera Brooka oraz aktorów z zespołów: Complicite, Gardzienice, The Workcenter of Jerzy Grotowski and Thomas Richards oraz Odin Teatret, a także uczestniczył w warsztatach organizowanych przez Ośrodek Grotowskiego (obecnie Instytut Grotowskiego) we Wrocławiu. Doświadczenia zdobyte podczas tych międzykulturowych spotkań wykorzystywał w praktycznych wymianach prac z al-Khayal al-Shaabi (Egipt) i Western Australian Academy of Performing Arts (Australia).

## Wybrane role

### Teatr
- The Crucible/Czarownice z Salem – Reverend Parris (Teatr Pieśń Kozła i Teatr Studio, Wrocław i Warszawa, Polska 2010, reż. Grzegorz Bral)
- The Hypochondriac/Chory z urojenia – Kleant (Liverpool Playhouse i English Touring Theatre, Wielka Brytania 2009, reż. Gemma Bodinetz)
- Six Characters in Search of an Author/Sześć postaci w poszukiwaniu autora – ‘Rupert Goold’ oraz Kamerzysta (Headlong w Minerva Theatre, Chichester oraz Gielgud Theatre, West End, Wielka Brytania 2008; Sydney Festival i Perth Festival, Australia 2010, reż. Rupert Goold)
- Cymbelin – Korneliusz (Cheek by Jowl, podróż dookoła świata 2006-7, reż. Declan Donnellan)
- Komedia omyłek – Baltazar (szekspirowskim the Globe, Wielka Brytania 2006, reż. Christopher Luscombe)
- Tytus Andronikus – Mucjusz (szekspirowskim the Globe, Wielka Brytania 2006, reż. Lucy Bailey)
- Journey’s End/Koniec podróży – Hibbert (New Ambassadors Theatre, West End, Wielka Brytania 2005-6, reż. David Grindley and Tim Roseman)
- Professor Bernhardi – Ojciec Reder (Oxford Stage Company (now Headlong), Wielka Brytania 2005, reż. Mark Rosenblatt)
- Lexy Mill (Oxford Stage Company (now Headlong), Wielka Brytania 2004, reż. Christopher Luscombe)

### Film
- 2012: Uwodziciel (Bel Ami) jako Dziennikarz (Wielka Brytania 2010, reż. Declan Donnellan)

### TV
- 2004: Foyle’s War jako Jacques (ITV, reż. Gavin Millar)
- 2005: Wannabes (pilot) jako Stefan (BBC, reż. Tim Usborn)
- 2005: Beethoven jako Legrand (BBC, reż. Damon Thomas)

### Radio
- The Picture Man David Eldridge – Feliks (BBC, Wielka Brytania 2007, reż. Sally Avens)